# Маловиці (Нижньосілезьке воєводство)
Маловиці (пол. Małowice, нім. Kunzendorf) — село в Польщі, у гміні Вінсько Воловського повіту Нижньосілезького воєводства.
Населення — 349 осіб (2011).
У 1975-1998 роках село належало до Вроцлавського воєводства.

## Демографія
Демографічна структура станом на 31 березня 2011 року:
|          | Загалом | Допрацездатний вік | Працездатний вік | Постпрацездатний вік |
| -------- | ------- | ------------------ | ---------------- | -------------------- |
| Чоловіки | 177     | 34                 | 123              | 20                   |
| Жінки    | 172     | 36                 | 90               | 46                   |
| Разом    | 349     | 70                 | 213              | 66                   |